# Montardon
Montardon (en béarnais Montardon ou Mountardoû) est une commune française, située dans le département des Pyrénées-Atlantiques en région Nouvelle-Aquitaine.
Le gentilé est Montardonnais.

## Géographie

### Localisation
La commune de Montardon se trouve dans le département des Pyrénées-Atlantiques, en région Nouvelle-Aquitaine.
Elle se situe à 11 km par la route de Pau, préfecture du département, et à 2,8 km de Serres-Castet, bureau centralisateur du canton des Terres des Luys et Coteaux du Vic-Bilh dont dépend la commune depuis 2015 pour les élections départementales. 
La commune fait en outre partie du bassin de vie de Pau.
Les communes les plus proches sont : 
Serres-Castet (1,6 km), Saint-Castin (2,8 km), Buros (3,6 km), Bernadets (4,2 km), Navailles-Angos (4,3 km), Anos (4,6 km), Saint-Armou (4,6 km), Sauvagnon (4,9 km).
Sur le plan historique et culturel, Montardon fait partie de la province du Béarn, qui fut également un État et qui présente une unité historique et culturelle à laquelle s’oppose une diversité frappante de paysages au relief tourmenté.

### Communes limitrophes
Les communes limitrophes sont  Buros, Lons, Navailles-Angos, Pau, Saint-Castin et Serres-Castet.
| Serres-Castet | Navailles-Angos (par un quadripoint) |              |
|               | Montardon                            | Saint-Castin |
| Lons          | Pau                                  | Buros        |

### Hydrographie

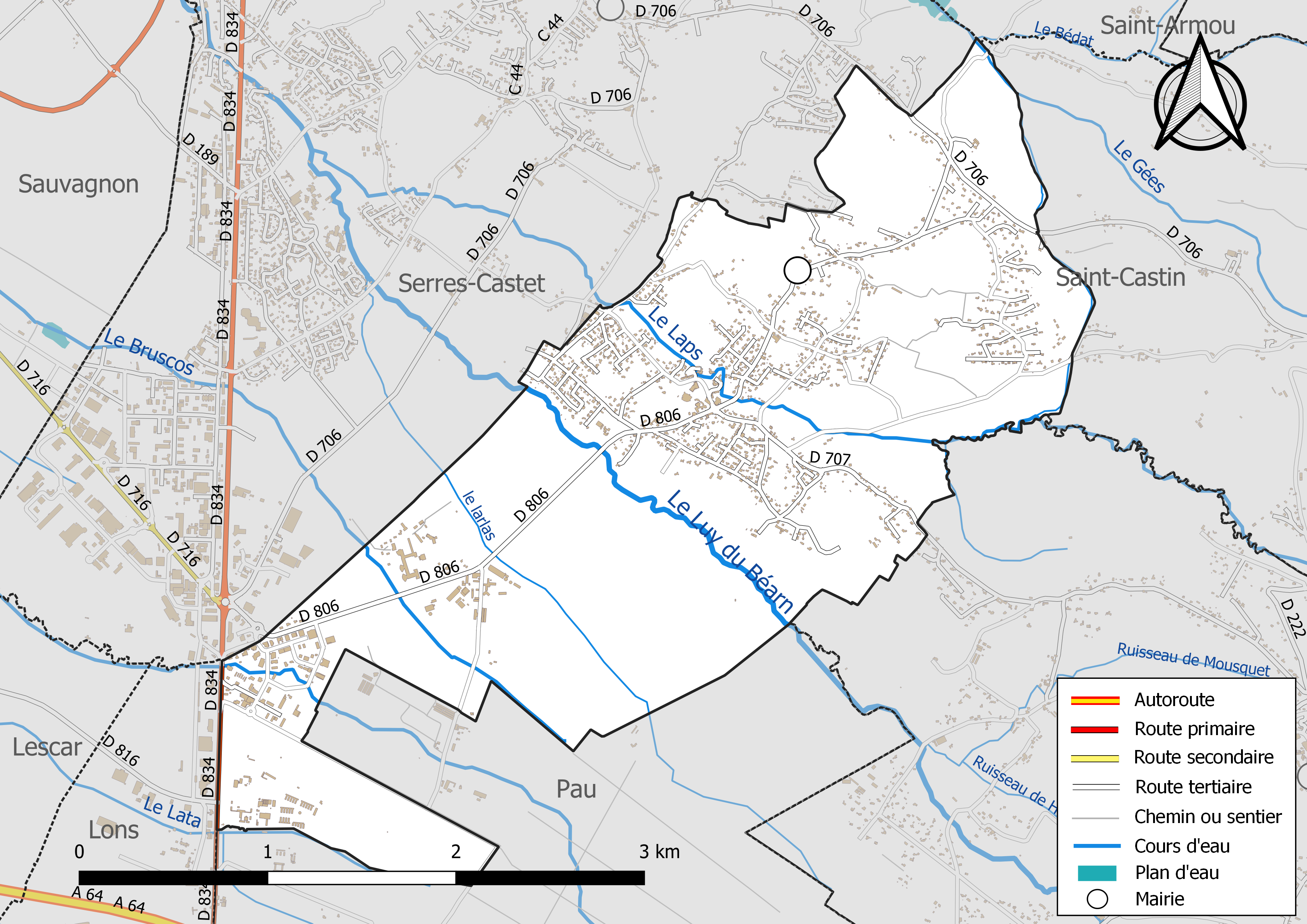
Réseaux hydrographique et routier de Montardon.

La commune est drainée par le Luy de Béarn, l'Aïgue Longue, le Bruscos, le Laps, le Gées, le Lata, le Bédat, le larlas, le ruisseau de Tems, et par divers petits cours d'eau, constituant un réseau hydrographique de 10 km de longueur totale,.
Le Luy de Béarn, d'une longueur totale de 76,6 km, prend sa source dans la commune d'Andoins et s'écoule du sud-est vers le nord-ouest. Il traverse la commune et se jette dans le Luy à Gaujacq, après avoir traversé 30 communes.
L'Aïgue Longue, d'une longueur totale de 24,4 km, prend sa source dans la commune de Pau et s'écoule du sud-est vers le nord-ouest. Il traverse la commune et se jette dans le Luy de Béarn à Momas, après avoir traversé 13 communes.
Le Bruscos, d'une longueur totale de 12,1 km, prend sa source dans la commune et s'écoule du sud-est vers le nord-ouest. Il traverse la commune et se jette dans L'Aygue Longue à Momas, après avoir traversé 5 communes.
Le Laps, d'une longueur totale de 10,1 km, prend sa source dans la commune de Maucor et s'écoule du sud-est vers le nord-ouest. Il traverse la commune et se jette dans le Luy de Béarn à Serres-Castet, après avoir traversé 5 communes.

### Climat
Pour des articles plus généraux, voir Climat de la Nouvelle-Aquitaine et Climat des Pyrénées-Atlantiques.
Historiquement, la commune est exposée à un climat de montagne.  
En 2020, Météo-France publie une typologie des climats de la France métropolitaine dans laquelle la commune est toujours exposée à un climat de montagne et est dans la région climatique Pyrénées atlantiques, caractérisée par une pluviométrie élevée (>1 200 mm/an) en toutes saisons, des hivers très doux (7,5 °C en plaine) et des vents faibles.
Pour la période 1971-2000, la température annuelle moyenne est de 13,4 °C, avec une amplitude thermique annuelle de 14,7 °C. Le cumul annuel moyen de précipitations est de 1 187 mm, avec 12 jours de précipitations en janvier et 8 jours en juillet. Pour la période 1991-2020, la température moyenne annuelle observée sur la station météorologique la plus proche, située sur la commune d'Uzein à 7,9 km à vol d'oiseau, est de 13,7 °C et le cumul annuel moyen de précipitations est de 1 093,8 mm,. Pour l'avenir, les paramètres climatiques de la commune estimés pour 2050 selon différents scénarios d’émission de gaz à effet de serre sont consultables sur un site dédié publié par Météo-France en novembre 2022.

### Milieux naturels et biodiversité
Aucun espace naturel présentant un intérêt patrimonial n'est recensé sur la commune dans l'inventaire national du patrimoine naturel,,.

## Urbanisme

### Typologie
Au 1er janvier 2024, Montardon est catégorisée petite ville, selon la nouvelle grille communale de densité à sept niveaux définie par l'Insee en 2022.
Elle appartient à l'unité urbaine de Pau, une agglomération intra-départementale regroupant 55  communes, dont elle est une commune de la banlieue,,. Par ailleurs la commune fait partie de l'aire d'attraction de Pau, dont elle est une commune de la couronne,. Cette aire, qui regroupe 227 communes, est catégorisée dans les aires de 200 000 à moins de 700 000 habitants,.

### Occupation des sols

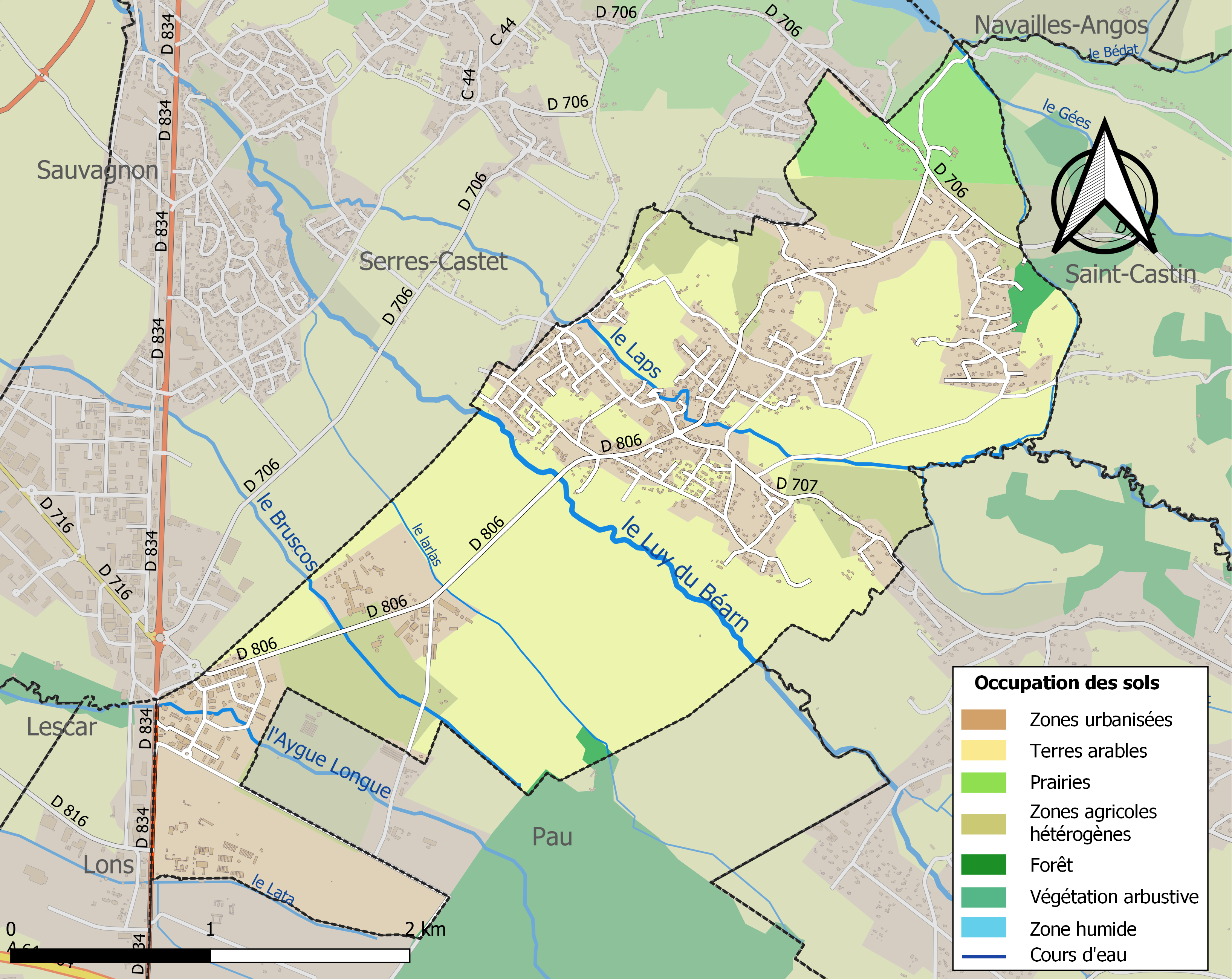
Carte des infrastructures et de l'occupation des sols de la commune en 2018 (CLC).

L'occupation des sols de la commune, telle qu'elle ressort de la base de données européenne d’occupation biophysique des sols Corine Land Cover (CLC), est marquée par l'importance des territoires agricoles (64,8 % en 2018), en diminution par rapport à 1990 (70,8 %). La répartition détaillée en 2018 est la suivante : 
terres arables (47,1 %), zones urbanisées (23,4 %), zones agricoles hétérogènes (12,2 %), espaces verts artificialisés, non agricoles (7,7 %), prairies (5,5 %), zones industrielles ou commerciales et réseaux de communication (3,4 %), forêts (0,8 %). L'évolution de l’occupation des sols de la commune et de ses infrastructures peut être observée sur les différentes représentations cartographiques du territoire : la carte de Cassini (XVIIIe siècle), la carte d'état-major (1820-1866) et les cartes ou photos aériennes de l'IGN pour la période actuelle (1950 à aujourd'hui).

### Lieux-dits et hameaux
- Jonlieu
- Poulet
- Haut
- Baix.

### Voies de communication et transports
La commune est desservie par les routes départementales 707 et 806.

#### Transports urbains

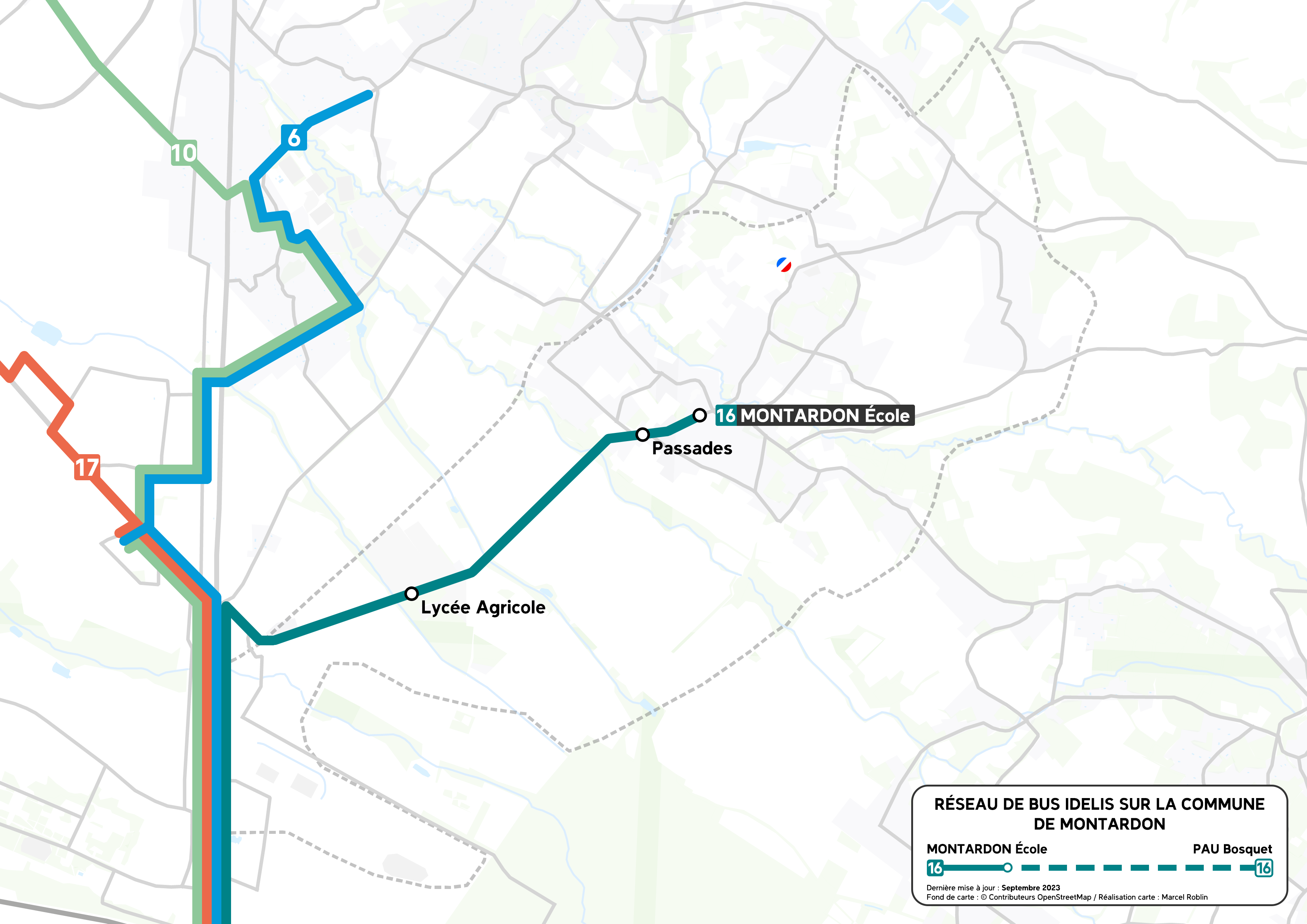
Réseau de bus IDELIS à Montardon

Montardon est desservie par le réseau de bus Idelis :
- Montardon — École ↔ Pau — Pôle Bosquet

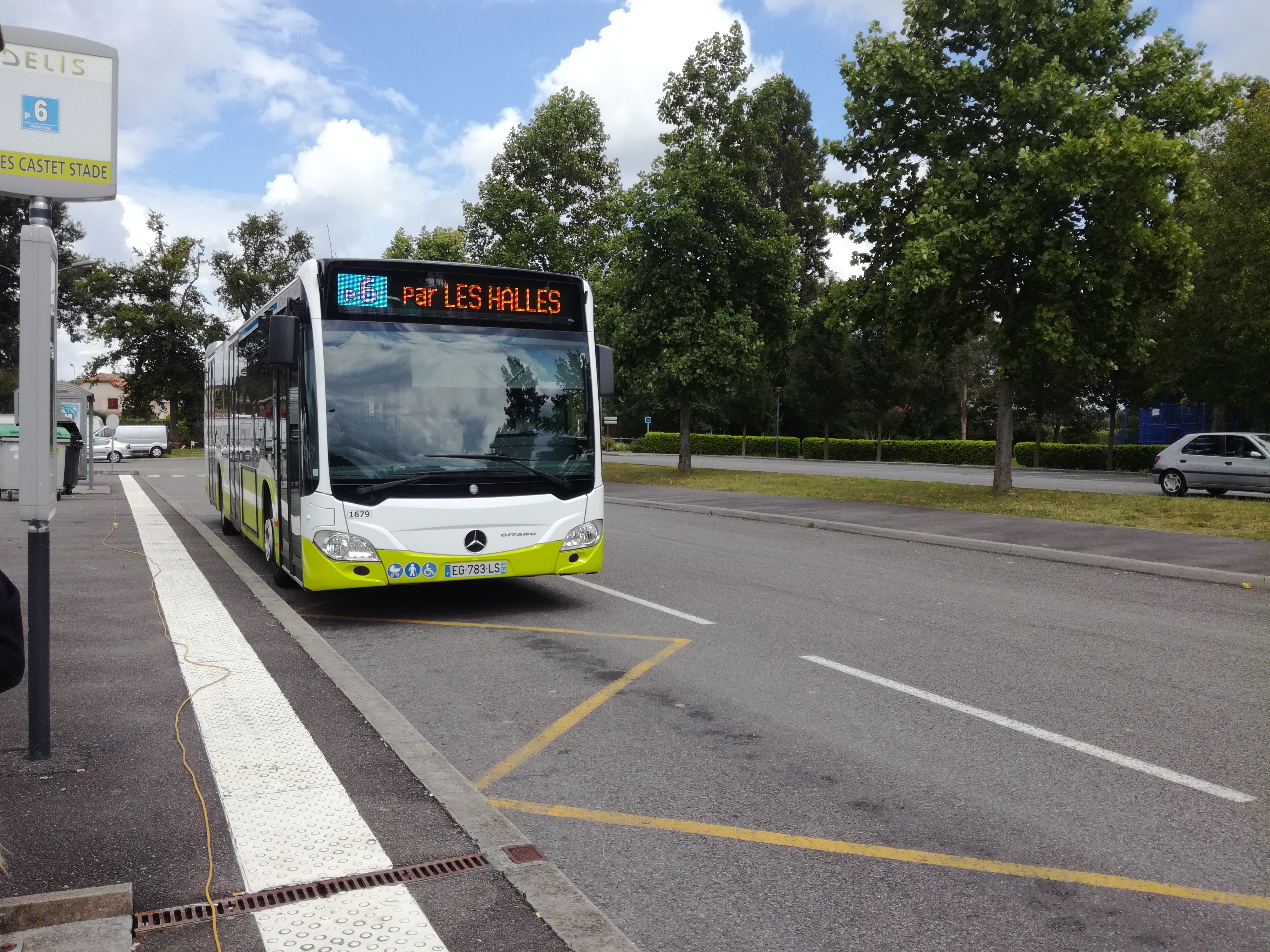
Bus du réseau

### Risques majeurs
Le territoire de la commune de Montardon est vulnérable à différents aléas naturels : météorologiques (tempête, orage, neige, grand froid, canicule ou sécheresse), inondations et séisme (sismicité moyenne). Il est également exposé à un risque technologique,  le transport de matières dangereuses. Un site publié par le BRGM permet d'évaluer simplement et rapidement les risques d'un bien localisé soit par son adresse soit par le numéro de sa parcelle.

#### Risques naturels
Certaines parties du territoire communal sont susceptibles d’être affectées par le risque d’inondation par une crue torrentielle ou à montée rapide de cours d'eau, notamment le Laps, le Luy du Béarn, l'Aygue longue et le Bruscos. La commune a été reconnue en état de catastrophe naturelle au titre des dommages causés par les inondations et coulées de boue survenues en 1982, 1988, 1993, 2009 et 2018,.

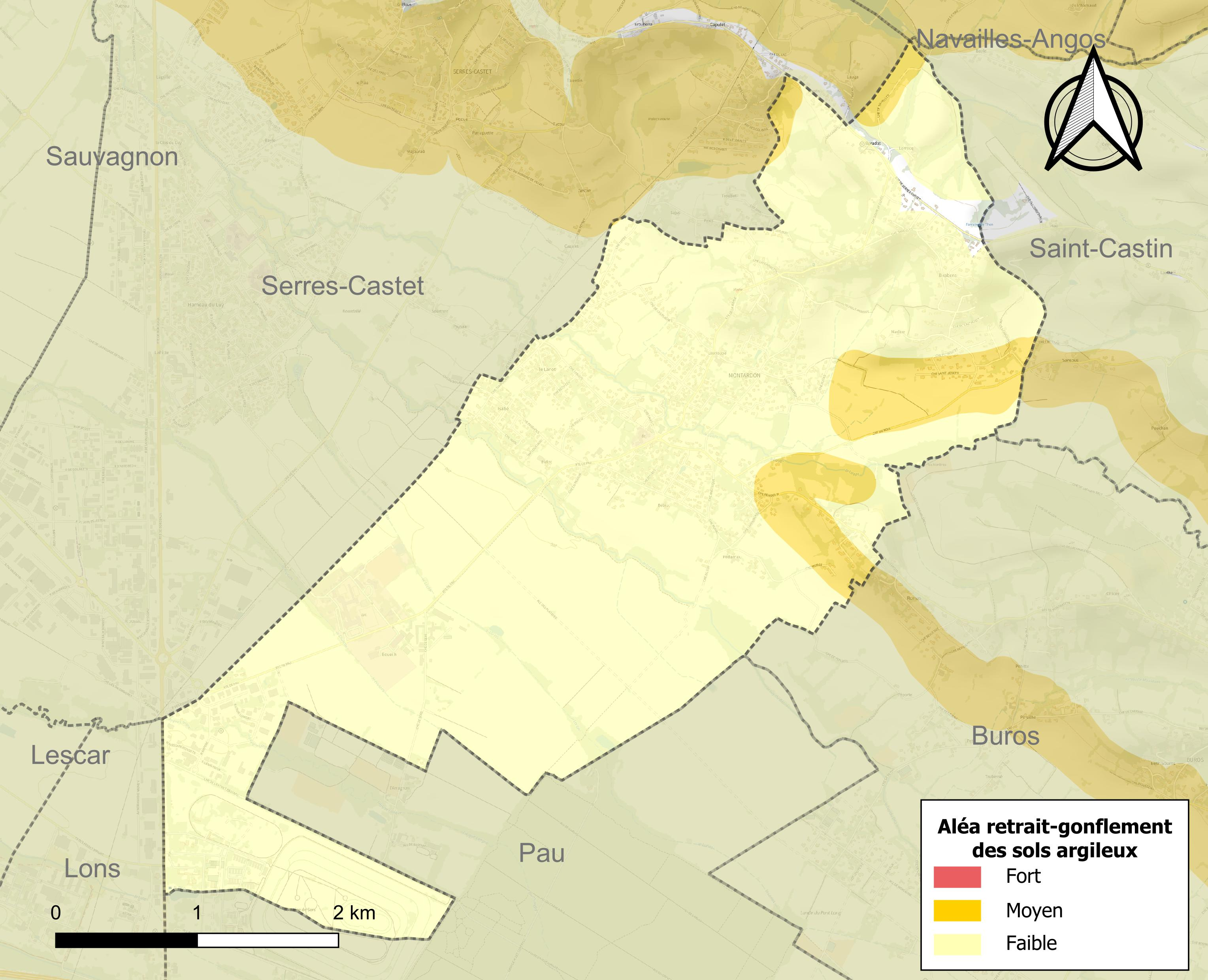
Carte des zones d'aléa retrait-gonflement des sols argileux de Montardon.

Le retrait-gonflement des sols argileux est susceptible d'engendrer des dommages importants aux bâtiments en cas d’alternance de périodes de sécheresse et de pluie. 8,8 % de la superficie communale est en aléa moyen ou fort (59 % au niveau départemental et 48,5 % au niveau national). Depuis le 1er octobre 2020, en application de la loi ELAN, différentes contraintes s'imposent aux vendeurs, maîtres d'ouvrages ou constructeurs de biens situés dans une zone classée en aléa moyen ou fort,.

## Toponymie
Le toponyme Montardon apparaît en 1385 sous la forme Mont-Ardon (censier de Béarn).
Son nom béarnais est Montardon ou Mountardoû.

## Histoire
Paul Raymond note qu'en 1385, Montardon comptait vingt-neuf feux et dépendait du bailliage de Pau. La commune faisait partie de l'archidiaconé de Vic-Bilh, qui dépendait de l'évêché de Lescar et dont Lembeye était le chef-lieu.

## Politique et administration

### Liste des maires
| Période                                  | Période   | Identité                  | Étiquette | Qualité                           |
| ---------------------------------------- | --------- | ------------------------- | --------- | --------------------------------- |
| Les données manquantes sont à compléter. |           |                           |           |                                   |
|                                          |           |                           |           |                                   |
| 1888                                     | 1912      | Jean Lhept                |           |                                   |
|                                          |           |                           |           |                                   |
| 1929                                     | 1930      | Jacques Brocq             |           |                                   |
| 1930                                     | 1936      | Édouard Hialé-Guilhamou   |           |                                   |
| 1936                                     | 1942      | Michel Capitaine          |           |                                   |
| 1942                                     | 1946      | Édouard Hialé-Guilhamou   |           |                                   |
| 1946                                     | 1953      | Jean Baptiste Couet-Lanne |           |                                   |
| 1953                                     | 1972      | Jean Marie Arcabouset     |           |                                   |
| 1972                                     | 1975      | Jacques Volland           |           |                                   |
| 1975                                     | 1978      | René Camoreyt             |           |                                   |
| 1978                                     | 1987      | Jean Bazzaco              |           |                                   |
| 1987                                     | mars 1989 | Claude Pintureau          |           |                                   |
| mars 1989                                | mars 2008 | Michel Larrecq            |           | Journaliste retraité              |
| mars 2008                                | mai 2020  | Anne-Marie Fourcade       | DVG       | Retraitée de la fonction publique |
| mai 2020                                 | En cours  | Stéphane Bonnassiolle     |           |                                   |

### Intercommunalité
Montardon fait partie de trois structures intercommunales :
- la communauté de communes des Luys en Béarn ;
- le syndicat d'énergie des Pyrénées-Atlantiques ;
- le syndicat intercommunal d'alimentation en eau potable Luy - Gabas - Lées.

### Politique environnementale
Dans son palmarès 2023, le Conseil national de villes et villages fleuris de France a attribué une fleur à la commune.

## Population et société

### Démographie
L'évolution du nombre d'habitants est connue à travers les recensements de la population effectués dans la commune depuis 1793. Pour les communes de moins de 10 000 habitants, une enquête de recensement portant sur toute la population est réalisée tous les cinq ans, les populations de référence des années intermédiaires étant quant à elles estimées par interpolation ou extrapolation. Pour la commune, le premier recensement exhaustif entrant dans le cadre du nouveau dispositif a été réalisé en 2005.

En 2022, la commune comptait 2 420 habitants, en évolution de +5,45 % par rapport à 2016 (Pyrénées-Atlantiques : +3,78 %, France hors Mayotte : +2,11 %).
| 1793 | 1800 | 1806 | 1821 | 1831 | 1836 | 1841 | 1846 | 1851 |
| ---- | ---- | ---- | ---- | ---- | ---- | ---- | ---- | ---- |
| 389  | 337  | 421  | 439  | 440  | 436  | 422  | 395  | 383  |

| 1856 | 1861 | 1866 | 1872 | 1876 | 1881 | 1886 | 1891 | 1896 |
| ---- | ---- | ---- | ---- | ---- | ---- | ---- | ---- | ---- |
| 378  | 366  | 340  | 323  | 307  | 304  | 291  | 278  | 270  |

| 1901 | 1906 | 1911 | 1921 | 1926 | 1931 | 1936 | 1946 | 1954 |
| ---- | ---- | ---- | ---- | ---- | ---- | ---- | ---- | ---- |
| 285  | 296  | 281  | 271  | 259  | 263  | 245  | 231  | 243  |

| 1962 | 1968 | 1975 | 1982  | 1990  | 1999  | 2005  | 2006  | 2010  |
| ---- | ---- | ---- | ----- | ----- | ----- | ----- | ----- | ----- |
| 232  | 369  | 650  | 1 130 | 1 437 | 1 836 | 2 126 | 2 149 | 2 323 |

| 2015  | 2020  | 2022  | - | - | - | - | - | - |
| ----- | ----- | ----- | - | - | - | - | - | - |
| 2 258 | 2 340 | 2 420 | - | - | - | - | - | - |

Montardon fait partie de l'aire d'attraction de Pau.

## Économie
L' agrosite Pau-Montardon regroupe l'association générale des producteurs de maïs (AGPM), Arvalis (organisme de recherche appliquée agricole), la fédération nationale de la production des semences de maïs et de sorgho (FNPSMS), GERM-Services (société commerciale liée au maïs), Selec'Porc (important producteur porcin en Aquitaine et Midi-Pyrénées), OCEOL (holding qui détient des parts de sociétés produisant de l'éthanol), AGPM-GIE (gestionnaire de l'agrosite) et le lycée agricole Pau-Montardon.

## Culture locale et patrimoine

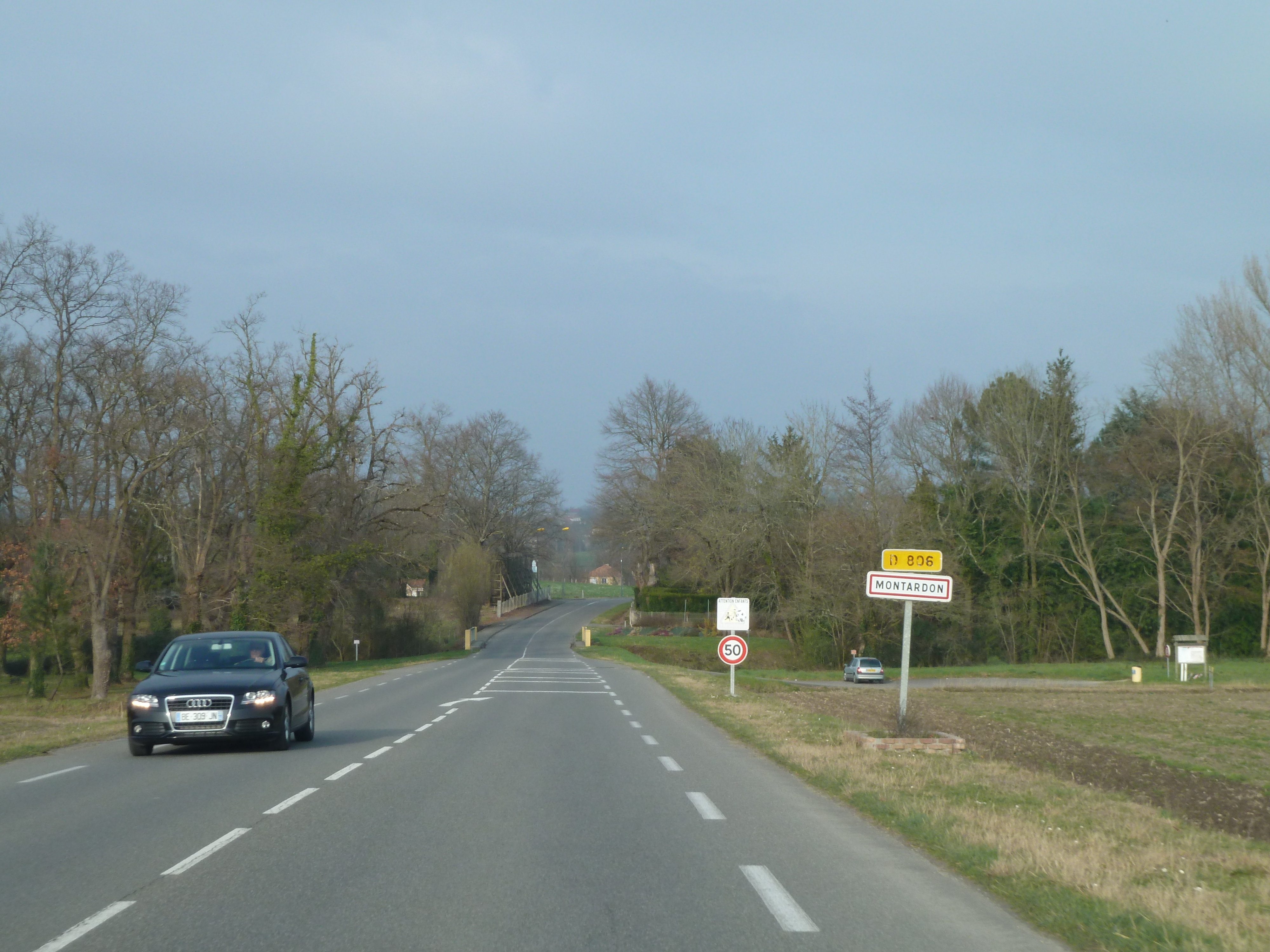
Entrée dans Montardon.
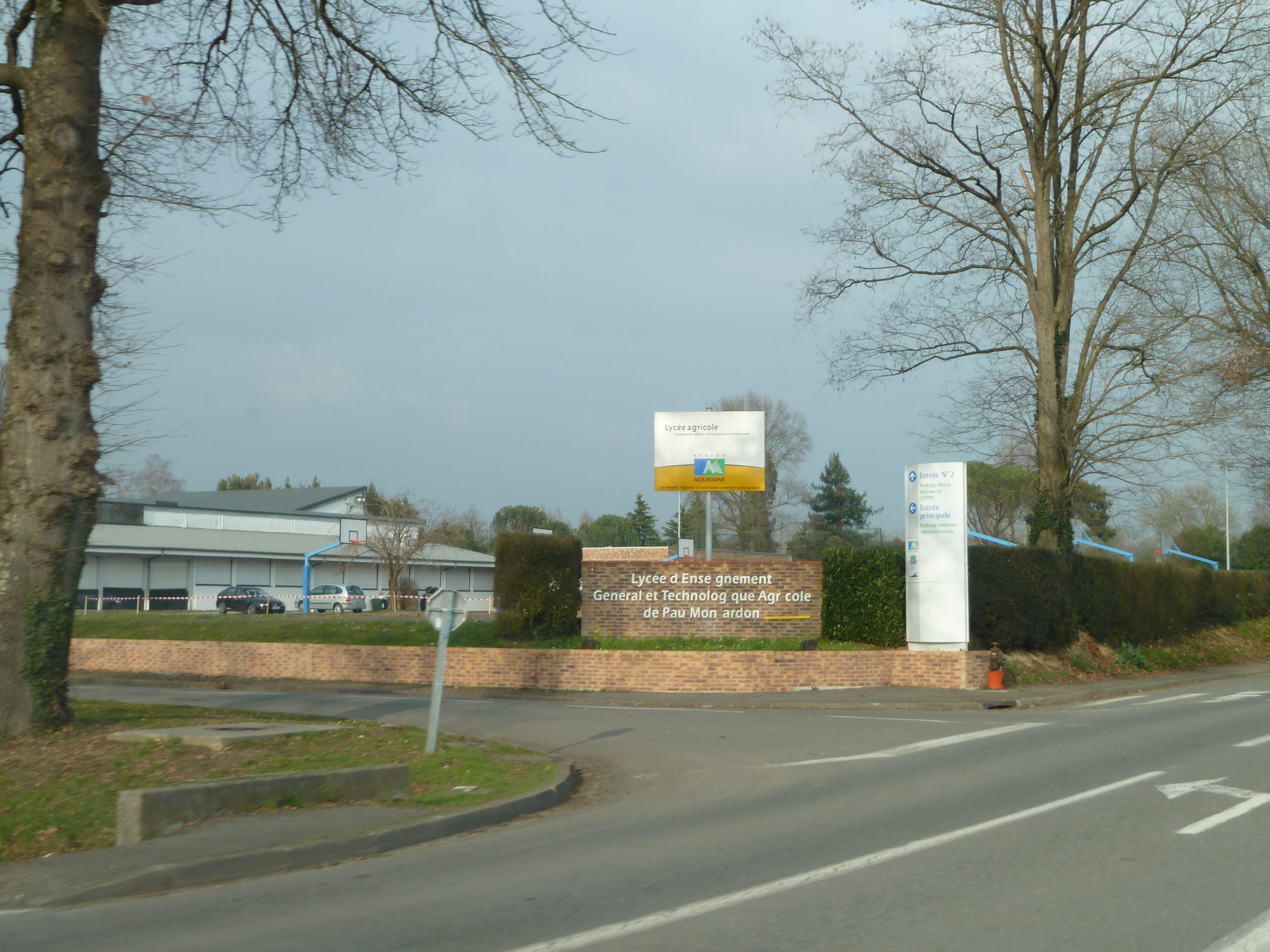
Le lycée agricole.
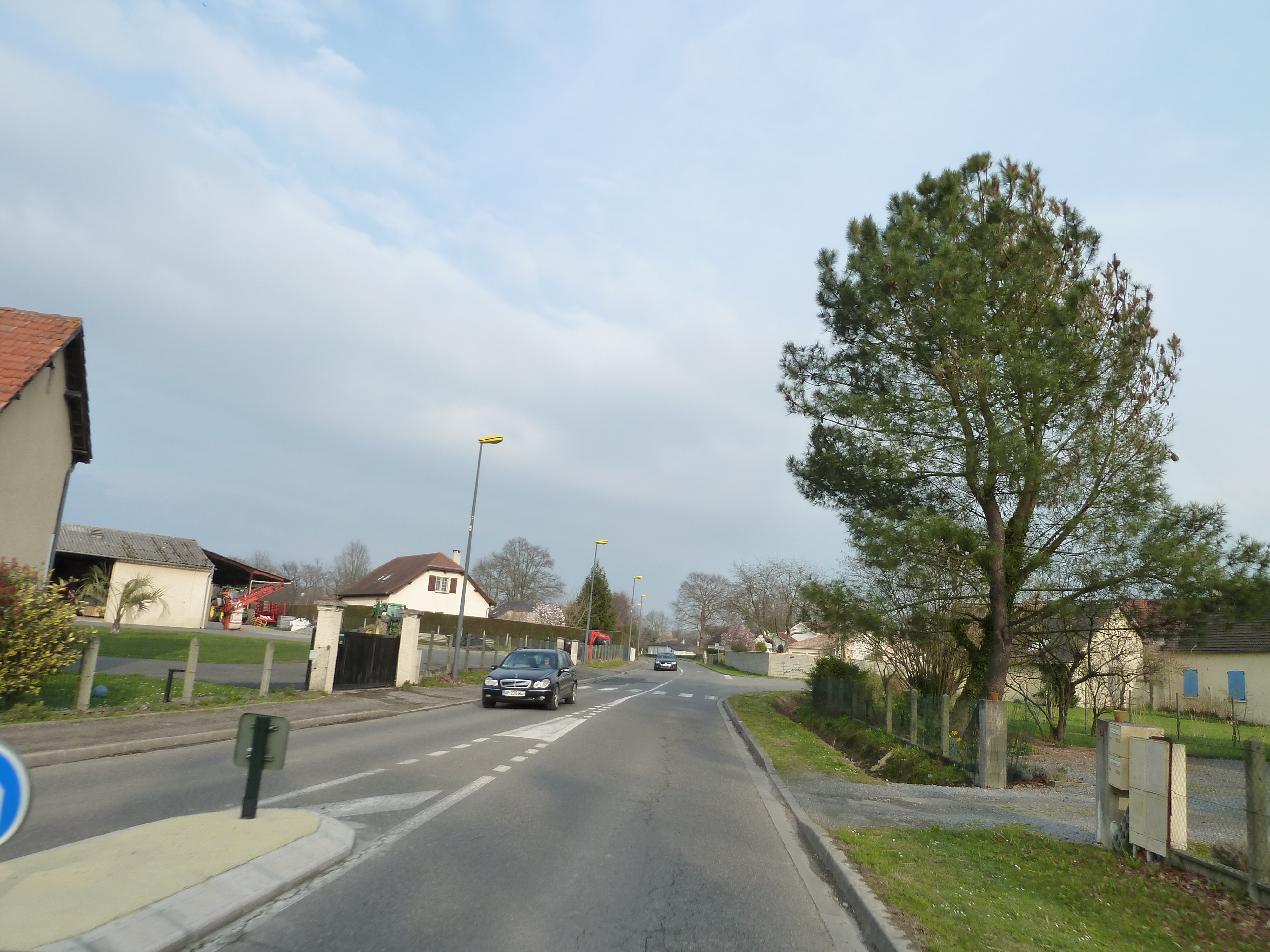
Le bourg.

### Patrimoine civil
Les vestiges d'un ensemble fortifié, signalé en 1385, témoignent du passé ancien de la commune.
Montardon présente un ensemble de demeures et de fermes du XVIIIe siècle.

### Patrimoine religieux
La première chapelle est construite en pleine tempête révolutionnaire, comme l'atteste le livre de l’église du diocèse de Bayonne au chapitre de l’archiprêtré de Serres-Castet, portant en sous-titre la mention Serres – Montardon – Romas :
[...] Les habitants de Montardon bâtirent une église ou chapelle pendant que les ennemis du culte dévastaient et renversaient les autels partout. Il n’y en avait point eu jusqu’alors. Lorsque les prêtres catholiques sortirent de réclusion en 1795, l’un d’entre eux, le Révérend Père Tessier en fit la bénédiction à la prière des habitants. [...]
L'église actuelle, dite Saint-Michel, a été construite au XVIIIe siècle et sa dernière réfection date de 1983. Elle recèle du mobilier, des tableaux et des objets référencés à l'inventaire général du patrimoine culturel.

## Équipements
Éducation
On trouve dans la commune une école primaire et un lycée d’enseignement général et technologique (lycée de Pau-Montardon) avec une option hippologie.